# 8B busz (Szekszárd)
A szekszárdi 8B jelzésű autóbuszvonal a Tesco Áruház és a Szőlőhegyi elágazás kapcsolatát látta el, többnyire hétvégi délutánokon közlekedett. Ez a járat kötötte össze Csatári városrészt, (a bevásárlóközponti városrészt) a Szőlőhegyi városrésszel. Utasforgalma csekély volt, mely adódik a járat rövid távolságából valamint abból, hogy többnyire hétvégén és ritkán közlekedett. A vonalon a buszok 2022. augusztus 27-ig közlekedtek.

## Útvonala
| Szőlőhegyi elágazás felé                                               | Tesco Áruház felé                                                      |
| ---------------------------------------------------------------------- | ---------------------------------------------------------------------- |
| Tesco Áruház – Csatári út – Otthon utca – Szőlőhegyi elágazás[forrás?] | Szőlőhegyi elágazás – Otthon utca – Csatári út – Tesco Áruház[forrás?] |

| Sz. | Megállóhely neve        | Menetidő (perc) | Menetidő (perc) |
| --- | ----------------------- | --------------- | --------------- |
| 0   | Tesco Áruház            | 0               | 9               |
| 1   | Csatári üzletház        | 2               | 7               |
| 2   | Csatár, harangláb       | 3               | 6               |
| 3   | Otthon utca             | 4               | 5               |
| 4   | Otthon utca, vegyesbolt | 5               | 4               |
| 5   | Ebespuszta              | 7               | 2               |
| 6   | Szeszfőzde              | 8               | 1               |
| 7   | Szőlőhegyi elágazás     | 9               | 0               |